# 古屋かのえ
古屋 かのえ（ふるや かのえ、1910年8月23日 - 1993年8月）は、日本の看護教育者。戦後の看護教育の基礎を築くとともに、看護学校の大学化への運動を行った。歌人として八代 かの江の筆名も用いた。

## 生涯
山梨県東八代郡御代咲村（現・笛吹市）に生まれる。両親はともに小学校教員で、父は校長を長く務めた。
1930年に山梨県女子師範学校本科第一部を卒業し、1930年4月から1934年3月30日まで山梨県御代咲小学校教員を務める。1934年4月に日本赤十字社中央病院看護婦養成所（甲種）に入所し、1937年3月に卒業し、橋本記念賞受賞。同年4月、日本赤十字社山梨支部診療所に勤務。同年9月、日支事変（日中戦争）に日赤救護看護婦として応召し、第1船舶輸送司令部に所属し、病院船しあとる丸、おはいお丸に勤務した後、1939年（昭和14年）11月、日本赤十字社山梨県支部に復帰し勤務した。勲八等宝冠章を受章。
古屋は短歌同人誌『立春』に所属し、従軍の模様を詠んだ短歌は1939年に第一回木下利玄賞を受賞している。1941年にその従軍体験を歌った歌文集『動かぬ土』を「八代かの江」の名義で出版した。『動かぬ土』は1943年に第二回木下利玄賞を受賞した。
1942年2月に日赤救護看護婦長として再応召し、臨時東京第一陸軍病院看護婦長となる。1947年2月22日、国立東京第一病院（看護婦）養成部勤務、教育主任となり、養成所改名により1948年4月1日より国立東京第一病院附属高等看護学院教務主任となる。1970年5月1日に定年退職。1971年4月勲五等瑞宝章を看護教育功労により受章。1985年には看護教育百周年記念厚生大臣表彰を新制度の看護教育の功労により受ける。
1952年、日本看護協会が会歌を募集し、44編集まった中から作詞者に選ばれた。作曲者は高田三郎で、1952年11月22日に日本看護協会会歌が日赤病院講堂で披露された。その後、日本看護協会の会歌は別の歌になった。
厚生省保健婦助産婦看護婦審議会委員（2期）、東京都乙種看護婦試験委員（4期）、東京都保健婦助産婦看護婦奨学金委員等を歴任。

## 人物
人生訓は「人命を大切にすること」、健康法は「常に心おおらかに」、趣味は「文芸」。

## 受賞
- 勲五等瑞宝章（1971）
- 勲八等宝冠章
- 看護教育百周年記念厚生大臣表彰(1985)
- 木下利玄賞
- 橋本記念賞

## 著書
- 『動かぬ土』人文協会、1941年（「八代かの江」名義）
  - 国立病院医療センター附属看護学校同窓会（編）『動かぬ土』看護の科学社、1991年
- 『看護倫理』メヂカルフレンド社、1958年
- 『看護史』メヂカルフレンド社、1958年
- 『看護実習 : 個人記録』（仲田妙子・今村玲子との共著）医学書院、1963年
- 『看護史 . 看護倫理 . 個人衛生』（野口美和子・平山朝子との共著）メヂカルフレンド社、1974年